# Пердикия
Пердикия или Тураслар (на гръцки: Περδικιά, до 1927 година Τουρασλάρ, Тураслар) е бивше село в Гърция в дем Кожани, област Западна Македония.

## География
Селото е било разположено на 750 m надморска височина, на 8 km североизточно от Кожани и на 3 km североизточно от Лигери (Деинли).

## История

### В Османската империя
В XIX век Тураслар е турско село.

### В Гърция
През Балканската война в селото влизат гръцки части и след Междусъюзническата в 1913 година остава в Гърция. През 20-те години турското му население се изселва и на негово място са заселени гърци бежанци. В 1928 година селото е чисто бежанско и има 17 бежански семейства със 70 души. В 1927 година е прекръстено на Пердикия.
Селото се разпада по време на Гражданската война в Гърция (1946 – 1949), когато населението му се изселва в Лигери.
На 19 март 1961 година е закрито.
| Година    | 1913 | 1920 | 1928 | 1940 | 1951 | 1961 | 1971 | 1981 | 1991 | 2001 | 2011 | 2021 |
| --------- | ---- | ---- | ---- | ---- | ---- | ---- | ---- | ---- | ---- | ---- | ---- | ---- |
| Население | 106  | 136  | 60   | 64   |      |      |      |      |      |      |      |      |